# 北海道道957号大成西春別線

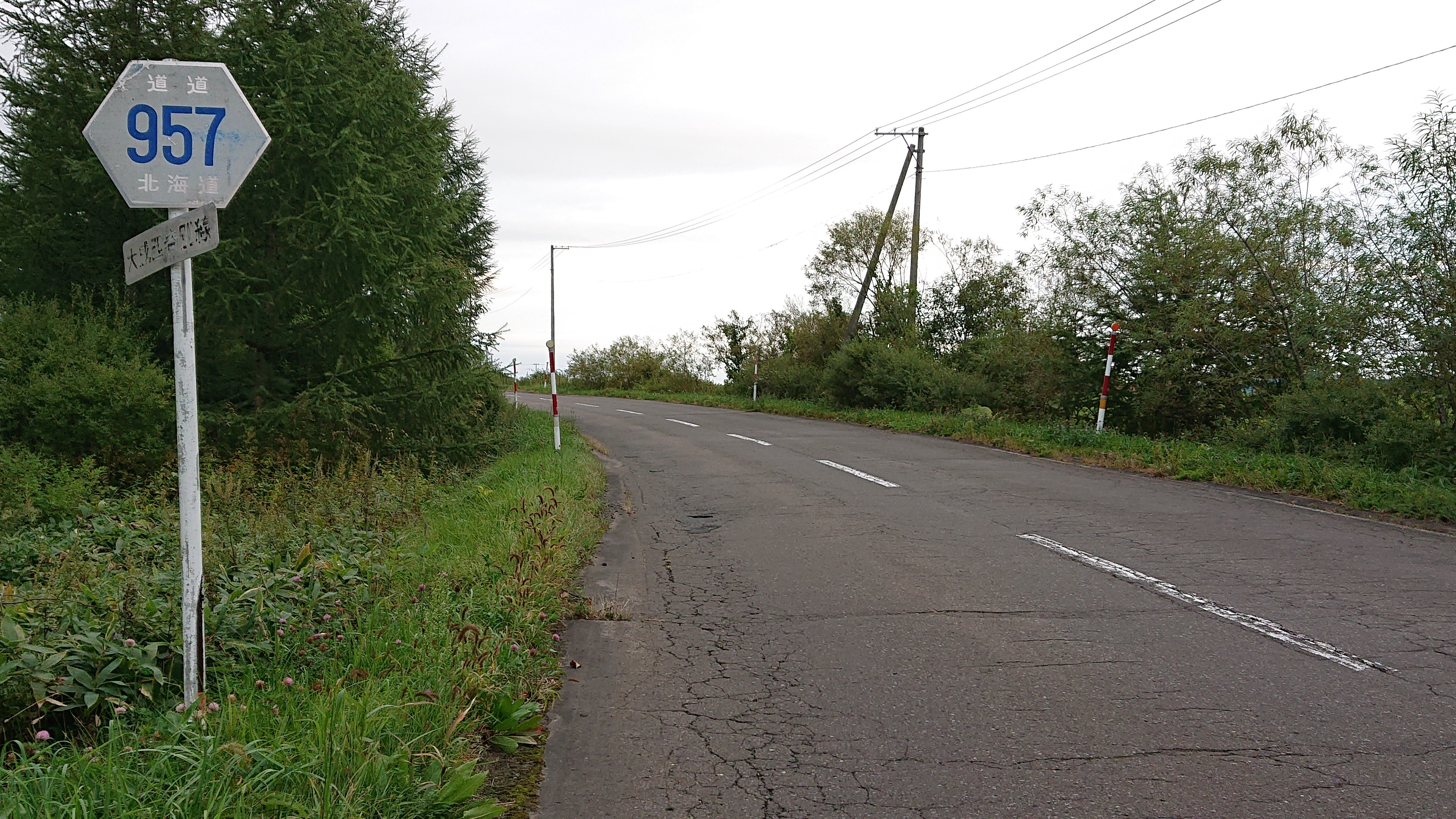
北海道道957号大成西春別線

北海道道957号大成西春別線（ほっかいどうどう957ごう たいせいにししゅんべつせん）は、北海道野付郡別海町を結ぶ一般道道である。

## 概要

### 路線データ
- 起点：北海道野付郡別海町大成（北海道道311号中西別計根別線交点）
- 終点：北海道野付郡別海町西春別駅前錦町（国道243号・北海道道830号泉川西春別線交点）
- 総距離：9.5 km

## 歴史
- 1978年（昭和53年）5月6日 - 路線認定[1]。

## 地理

### 通過する自治体
- 根室振興局
  - 野付郡別海町

### 主な接続道路
別海町
- 北海道道311号中西別計根別線 - 大成（起点）
- 北海道道423号西春別停車場線 - 西春別駅前寿町、西春別駅前錦町（重複）
- 国道243号 - 西春別駅前錦町（終点）
- 北海道道830号泉川西春別線 - 西春別駅前錦町（終点）